# Sztar Dojran
Sztar Dojran (macedónul: Стар Дојран) település Észak-Macedóniában, a Délkeleti körzet Dojrani járásában.

## Népesség
| Lakosok száma | 190  | 105  | 107  | 260  | 270  | 352  | 328  | 363  | 413  |
|               | 1948 | 1953 | 1961 | 1971 | 1981 | 1991 | 1994 | 2002 | 2021 |

2002-ben 363 lakosa volt, akik közül 255 macedón, 57 török, 32 szerb, 9 cigány, 6 albán, 1 vlach és 3 egyéb nemzetiségű.